# ヴィンセント・コッホ
ヴィンセント・コッホ（Vincent Koch、1990年3月13日 - ）は、ユナイテッド・ラグビー・チャンピオンシップシャークスに所属するラグビーユニオン選手。

## プロフィール
- 南アフリカ・エンパンゲニ出身。
- ポジションはプロップ(PR)。
- 身長 185cm、体重 118kg
- 南アフリカ代表キャップは50（2024年10月現在）でラグビーワールドカップ2019・ラグビーワールドカップ2023の南アフリカ代表に選ばれた[1]。

## 略歴
ブルー・ブルズ、プーマス、ストーマーズを経て、2016年、サラセンズに加入。 
2022年、ワスプスに加入。同年10月、チーム破産による活動休止に伴い、スタッド・フランセに加入。 
2023年、シャークスに加入。